# Bathycongrus
Bathycongrus is een geslacht van straalvinnige vissen uit de familie van zeepalingen (Congridae). Het geslacht is voor het eerst wetenschappelijk beschreven in 1898 door Ogilby.

## Soorten
- Bathycongrus aequoreus (Gilbert & Cramer, 1897)
- Bathycongrus albimarginatus Huang, Smith, Chang & Chen, 2018
- Bathycongrus bertini (Poll, 1953)
- Bathycongrus bimaculatus Smith & Ho, 2018
- Bathycongrus bleekeri Fowler, 1934
- Bathycongrus brunneus Huang, Ho & Chen, 2018
- Bathycongrus bullisi (Smith & Kanazawa, 1977)
- Bathycongrus castlei Smith & Ho, 2018
- Bathycongrus dubius (Breder, 1927)
- Bathycongrus graciliceps Smith & Ho, 2018
- Bathycongrus guttulatus (Günther, 1887)
- Bathycongrus longicavis Karmovskaya, 2009
- Bathycongrus macrocercus (Alcock, 1894)
- Bathycongrus macrurus (Gilbert, 1891)
- Bathycongrus melanostomus Huang, Ho, Chen & Chan, 2022
- Bathycongrus nasicus (Alcock, 1894)
- Bathycongrus odontostomus (Fowler, 1934)
- Bathycongrus parapolyporus Karmovskaya, 2009
- Bathycongrus parviporus Karmovskaya, 2011
- Bathycongrus polyporus (Smith & Kanazawa, 1977)
- Bathycongrus retrotinctus (Jordan & Snyder, 1901)
- Bathycongrus thysanochilus (Reid, 1934)
- Bathycongrus trilineatus (Castle, 1964)
- Bathycongrus trimaculatus Karmovskaya & Smith, 2008
- Bathycongrus unimaculatus Karmovskaya, 2009
- Bathycongrus varidens (Garman, 1899)
- Bathycongrus vicinalis (Garman, 1899)
- Bathycongrus villosus Smith, Karmovskaya & da Silva, 2020
- Bathycongrus wallacei (Castle, 1968)